# Cameraria palawanensis
Cameraria palawanensis är en fjärilsart som beskrevs av Tosio Kumata 1995. Cameraria palawanensis ingår i släktet Cameraria och familjen styltmalar.
Artens utbredningsområde är Filippinerna. Inga underarter finns listade i Catalogue of Life.